# Finale UEFA Champions League 2017
De UEFA Champions Leaguefinale van het seizoen 2016/17 was de 25e finale in de geschiedenis van het toernooi. De wedstrijd werd gespeeld op 3 juni 2017 in het Millennium Stadium in Cardiff. Real Madrid won met 4–1 van Juventus en mocht zo voor het tweede jaar op rij de beker met de grote oren in ontvangst nemen. Cristiano Ronaldo werd na afloop uitgeroepen tot man van de wedstrijd.

## Organisatie
Op 30 juni 2015 koos de UEFA Executive Committee het Millennium Stadium in Cardiff als locatie voor de Champions Leaguefinale van 2017. Nooit eerder vond er een Europese bekerfinale plaats in het stadion. In 2016 werd het stadion officieel omgedoopt tot het "Principality Stadium", verwijzend naar de Welshe bouwonderneming Principality Building Society. Omdat de UEFA geen namen toelaat van ondernemingen die geen officiële sponsor van het toernooi zijn, werd besloten om de naam voor de finale te veranderen in "National Stadium of Wales". In de meeste literatuur en persberichten wordt de naam "Millennium Stadium" gebruikt.
In augustus 2016 werd de Welshman Ian Rush, oud-speler van onder meer Liverpool en Juventus, gekozen als ambassadeur van de finale. De gewezen spits won in zowel 1981 als 1984 de Europacup I met Liverpool. Hij was tot 2018 ook topscorer aller tijden van de Welshe nationale ploeg.

## Voorgeschiedenis

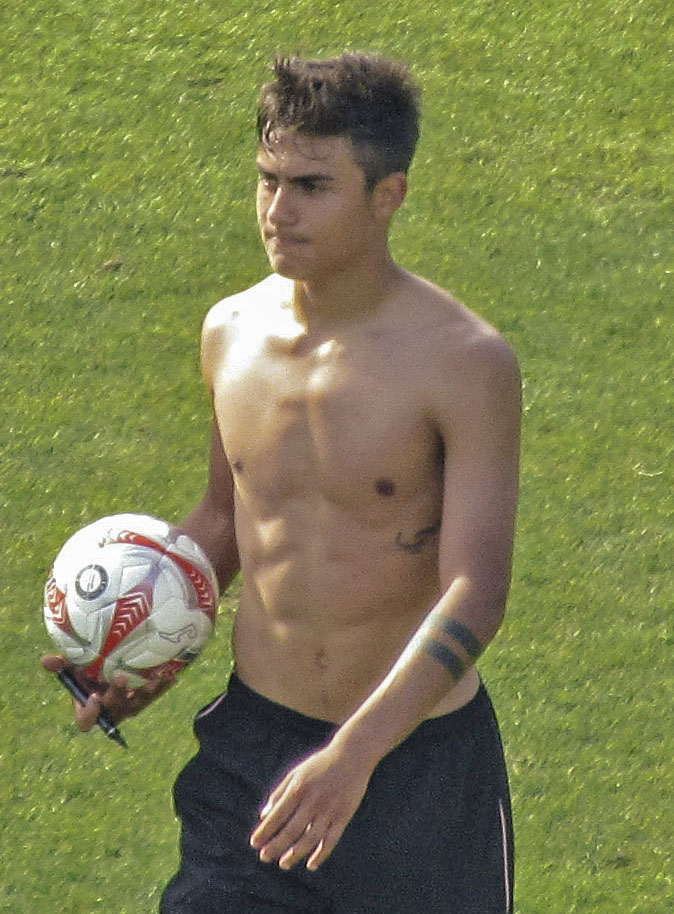
De Argentijn Paulo Dybala scoorde op weg naar de finale vier keer voor Juventus.

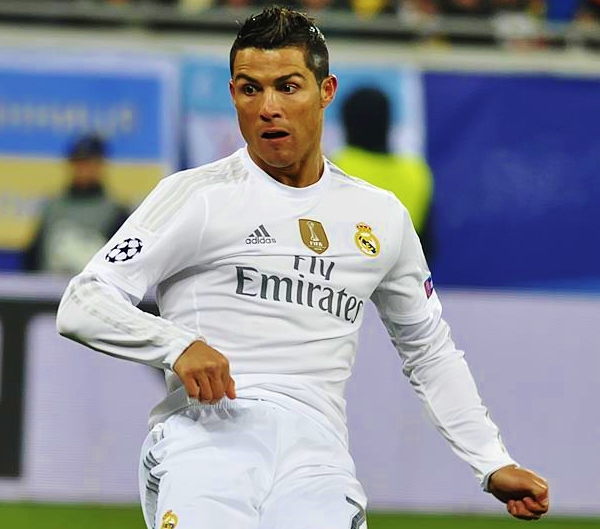
Cristiano Ronaldo scoorde in zowel de kwart- als halve finale een hattrick.

Real Madrid stond voor de derde keer in vier jaar in de finale, Juventus voor de tweede keer in drie jaar. Real Madrid kon de eerste club worden die twee jaar op rij de Champions League won. Beide clubs hadden in 1998 al eens tegen over elkaar gestaan in de Champions Leaguefinale. De Spanjaarden wonnen toen met 1–0 na een doelpunt van Predrag Mijatović. Real Madrid-coach Zinédine Zidane speelde toen in dienst van Juventus.
Voor Zidane was het de tweede finale op rij in zijn trainerscarrière. Als speler was hij actief bij zowel Real als Juventus. In 2002 had hij met de Spaanse club het kampioenenbal gewonnen en in de finale was hij verkozen tot man van de wedstrijd. Met Juventus had hij de finale in zowel 1997 als 1998 verloren. Juventus-trainer Massimiliano Allegri bereikte al speler nooit een Europese bekerfinale. Als coach loodste hij Juventus in 2015 voor het eerst naar de Champions Leaguefinale.
Real Madrid was met elf eindoverwinningen recordhouder. De Koninklijken wonnen de vijf eerste edities van de Europacup I (1956, 1957, 1958, 1959, 1960). Na in 1966 de beker voor een zesde keer te hebben gewonnen, duurde het 32 jaar alvorens de Spaanse club de prestigieuze prijs nog eens kon veroveren. In 1998 werd Juventus verslagen en won Real voor het eerst de Champions League, de opvolger van de Europacup I. In 2000 en 2002 trok Real eveneens aan het langste eind. Nadien duurde het meer dan een decennium alvorens Real opnieuw de finale bereikte. In zowel 2014 als 2016 wonnen de Koninklijken na een spannend duel van stadsrivaal Atlético Madrid.
Juventus bereikte in 1973 voor het eerst de finale van de Europacup I. De Oude Dame verloor toen met 1–0 van Ajax. Pas in 1985, na een duel tegen Liverpool dat overschaduwd werd door het Heizeldrama, mocht Juventus de beker met de grote oren voor het eerst in ontvangst nemen. In 1996 won de Italiaanse club voor het eerst de Champions League. In de finale versloeg het titelverdediger Ajax na strafschoppen. De daaropvolgende twee seizoenen verloor Juventus in de finale van respectievelijk Borussia Dortmund en Real Madrid. Ook in 2003 en 2015 moest de Italiaanse club het onderspit delven. Geen enkele club had zo vaak (zes keer) de finale van het kampioenenbal verloren als Juventus.

## Weg naar de finale

### Real Madrid
Real Madrid begon de groepsfase met een nipte overwinning tegen Sporting Lissabon. De Koninklijken kwamen net na de rust op achterstand maar wisten dankzij late treffers van Cristiano Ronaldo en Álvaro Morata alsnog de drie punten te veroveren. Ook in de daaropvolgende wedstrijden had Real moeite om het verschil te maken. Tegen Borussia Dortmund speelde Real twee keer 2–2 gelijk en ook in de uitwedstrijd tegen Legia Warschau werd er niet gewonnen (3–3). Hoewel Real thuis wel overtuigend van Legia (5–1) wist te winnen, verzamelde het onvoldoende punten om de groepsfase als leider af te sluiten. Real werd tweede, op twee punten van Dortmund. In de achtste finale mocht Real het opnemen tegen Napoli. De Spanjaarden wonnen zowel de heen- als terugwedstrijd ondanks een vroeg tegendoelpunt met twee doelpunten verschil (3–1, 1–3). In de kwartfinale was Bayern München de tegenstander. Real kwam in de heenwedstrijd in Duitsland 1–0 achter na een goal van Arturo Vidal. De Chileen kreeg nog voor de rust de kans om met een strafschop de voorsprong uit te diepen, maar de middenvelder miste, waardoor Real terug in de wedstrijd kon komen. Na de rust bezorgde Ronaldo zijn team met twee doelpunten alsnog de overwinning. In de terugwedstrijd, die overschaduwd werd door enkele controversiële beslissingen van de scheidsrechter, kon Bayern dankzij een goal van Robert Lewandowski en een eigen doelpunt van Sergio Ramos verlengingen afdwingen. Enkele minuten voor het einde van de reguliere speeltijd viel Bayern met tien door de uitsluiting van Vidal. In de verlengingen kon Real makkelijk afstand nemen van de Duitsers. Dankzij nog twee goals van Ronaldo en een treffer van Marco Asensio won Real uiteindelijk met 4–2. In de halve finale kende Real minder moeite om door te stoten. De Koninklijken troffen stadsrivaal Atlético Madrid en wonnen de heenwedstrijd voor eigen supporters overtuigend met 3–0 dankzij een nieuwe hattrick van Ronaldo. In de terugwedstrijd werd het nog even spannend. Atlético kwam snel 2–0 voor, maar Real wist via Isco nog voor de rust een belangrijke aansluitingstreffer te scoren. Door het belangrijke uitdoelpunt kwam de finaleplaats niet meer in gevaar.

### Juventus
Juventus sprokkelde in de groepsfase vooral punten in uitwedstrijden. In de groep van Sevilla, Olympique Lyon en Dinamo Zagreb won Juventus elke uitwedstrijd. Voor eigen supporters speelde de Oude Dame tegen zowel Sevilla (0–0) als Lyon (1–1) gelijk. Pas op de slotspeeldag wist Juventus ook in eigen stadion drie punten te veroveren. Het versloeg toen Zagreb met 2–0 dankzij goals van Gonzalo Higuaín en Daniele Rugani. Daardoor sloot de Italiaanse club de groepsfase af als leider. In de achtste finale mocht Juventus het opnemen tegen FC Porto. De Portugese club maakte het zichzelf zowel in de heen- als terugwedstrijd erg moeilijk door een snelle rode kaart te pakken. Reeds in de heenwedstrijd klaarde Juventus de klus door met 0–2 te winnen via doelpunten van invallers Marko Pjaca en Daniel Alves. In de overbodig geworden terugwedstrijd wonnen de Italianen met het kleinste verschil na een strafschopdoelpunt van Paulo Dybala. De kwartfinale was met tegenstander FC Barcelona een heruitgave van de Champions Leaguefinale van 2015. Ditmaal trok Juventus aan het langste eind. De Oude Dame won in de heenwedstrijd voor eigen supporters overtuigend met 3–0 na twee treffers van uitblinker Dybala en een kopbaldoelpunt van Giorgio Chiellini. Ook in de terugwedstrijd in Camp Nou incasseerde Juventus geen enkel doelpunt (0–0). In de halve finale kwamen de Italianen tegen AS Monaco uit. Opnieuw deed Juventus al in de heenwedstrijd een gouden zaak. Het ging in het prinsdom met 0–2 winnen dankzij twee goals van Higuaín. Het wist zo voor de zesde Champions Leaguewedstrijd op rij de nul te houden. In de terugwedstrijd verzekerden de Italianen zich van de finale door in het eigen Juventus Stadium met 2–1 te winnen van de Monegasken.

### Wedstrijddetails
|                           |               |       |                                           |                                                                                          |
| 3 juni 2017 20:45 (UTC+2) | Juventus      | 1 – 4 | Real Madrid                               | Millennium Stadium, Cardiff Toeschouwers: 65.842 Scheidsrechter: Felix Brych (Duitsland) |
| 3 juni 2017 20:45 (UTC+2) | Mandžukić 27' |       | 20', 64' Ronaldo 61' Casemiro 90' Asensio | Millennium Stadium, Cardiff Toeschouwers: 65.842 Scheidsrechter: Felix Brych (Duitsland) |

| Juventus | Real Madrid |

| Juventus:            |    |                      |             |
|                      |    |                      |             |
| GK                   | 1  | Gianluigi Buffon     |             |
| RB                   | 15 | Andrea Barzagli      | 66'         |
| CB                   | 19 | Leonardo Bonucci     |             |
| CB                   | 3  | Giorgio Chiellini    |             |
| LB                   | 12 | Alex Sandro          | 70'         |
| CM                   | 5  | Miralem Pjanić       | 66' 70'     |
| CM                   | 6  | Sami Khedira         |             |
| RW                   | 23 | Daniel Alves         |             |
| AM                   | 21 | Paulo Dybala         | 12' 78'     |
| LW                   | 17 | Mario Mandžukić      |             |
| CF                   | 9  | Gonzalo Higuaín      |             |
| Wisselspelers:       |    |                      |             |
| DF                   | 4  | Medhi Benatia        |             |
| MF                   | 7  | Juan Cuadrado        | 66' 72' 84' |
| MF                   | 8  | Claudio Marchisio    | 70'         |
| MF                   | 18 | Mario Lemina         | 78'         |
| MF                   | 22 | Kwadwo Asamoah       |             |
| GK                   | 25 | Neto                 |             |
| DF                   | 26 | Stephan Lichtsteiner |             |
| Coach:               |    |                      |             |
| Massimiliano Allegri |    |                      |             |

| Real Madrid:    |    |                   |         |
|                 |    |                   |         |
| GK              | 1  | Keylor Navas      |         |
| RB              | 2  | Daniel Carvajal   | 42'     |
| CB              | 5  | Raphaël Varane    |         |
| CB              | 4  | Sergio Ramos      | 31'     |
| LB              | 12 | Marcelo           |         |
| CM              | 19 | Luka Modrić       |         |
| DM              | 14 | Casemiro          |         |
| CM              | 8  | Toni Kroos        | 53' 89' |
| AM              | 22 | Isco              | 82'     |
| CF              | 9  | Karim Benzema     | 77'     |
| CF              | 7  | Cristiano Ronaldo |         |
| Wisselspelers:  |    |                   |         |
| DF              | 6  | Nacho             |         |
| FW              | 11 | Gareth Bale       | 77'     |
| GK              | 13 | Kiko Casilla      |         |
| MF              | 16 | Mateo Kovačić     |         |
| MF              | 20 | Marco Asensio     | 82'     |
| FW              | 21 | Álvaro Morata     | 89'     |
| DF              | 23 | Danilo            |         |
| Coach:          |    |                   |         |
| Zinédine Zidane |    |                   |         |